# Popilio Pedón Aproniano
Popilio Pedón Aproniano  fue un senador romano de los siglos II y III, que desarrolló su carrera bajo los imperios de Marco Aurelio, Cómodo, Pertinax y Septimio Severo.
Era hijo de Cayo Popilio Caro Pedón, consul suffectus en 147. 
En 191 fue designado consul ordinarius por el emperador Cómodo, entre su sexto consulado de 190 y el séptimo de 192. Asesinado Cómodo, se declaró favorable a Pertinax, y tras su asesinato, se decantó por Septimio Severo. Este último emperador le nombró procónsul de la provincia Asia. Ocupando este cargo, en 205-206 fue acusado de prácticas mágicas en el Senado, siendo sometido a juicio por delito de maiestate, condenado y ejecutado.